# (1114) Lorraine
Pour les articles homonymes, voir Lorraine (homonymie).
(1114) Lorraine est un astéroïde de la ceinture principale découvert le 17 novembre 1928 par l'astronome français Alexandre Schaumasse. Sa désignation provisoire était 1928 WA.
Il fut nommé en honneur de la région Lorraine.